# Tiefenbronn
Tiefenbronn – miejscowość i gmina w Niemczech, w kraju związkowym Badenia-Wirtembergia, w rejencji Karlsruhe, w regionie Nordschwarzwald, w powiecie Enz, siedziba związku gmin Tiefenbronn. Leży nad Würm, ok. 10 km na południowy wschód od Pforzheim, przy autostradzie A8.